# Wyścigowe Samochodowe Mistrzostwa Polski 1980
Sezon 1980 był dwudziestym czwartym sezonem Wyścigowych Samochodowych Mistrzostw Polski.
Sezon liczył sześć eliminacji, rozgrywane w Toruniu (dwa razy) Poznaniu (dwa razy) i Kielcach (dwa razy). Punkty przyznawano według klucza 50-46-43-41-40-39-38-37-36-35 etc..

## Kategorie
Samochody były podzielone na następujące kategorie:
- Grupa I – seryjne samochody turystyczne, których produkcja w ciągu 12 miesięcy przekraczała pięć tysięcy egzemplarzy. Modyfikowanie tych samochodów pod kątem poprawy osiągów było niemal całkowicie zabronione. Ponadto w przypadku, jeżeli pojemność silnika przekraczała 1000 cm³, to samochód musiał być przynajmniej czteromiejscowy;
- Grupa II – specjalne samochody turystyczne, których produkcja w ciągu 12 miesięcy przekraczała dwa tysiące pięćset egzemplarzy. Dozwolony był duży zakres przeróbek pod kątem poprawy osiągów;
- Grupa III – seryjne samochody GT, których produkcja w ciągu 12 miesięcy przekraczała tysiąc egzemplarzy. Modyfikowanie tych samochodów pod kątem poprawy osiągów było niemal całkowicie zabronione. Samochód musiał być przynajmniej dwumiejscowy;
- Grupa IV – specjalne samochody GT, których produkcja w ciągu 24 miesięcy przekraczała czterysta egzemplarzy. Dozwolony był duży zakres przeróbek pod kątem poprawy osiągów;
- Grupa V – samochodowy wywodzące się z grup I–IV z modyfikacjami mogącymi znacznie przekraczać granice określone przepisami tych grup;
- Grupa VI – dwumiejscowe prototypy sportowe;
- Grupa VII – samochody wyścigowe formuły międzynarodowych (1, 2, 3);
- Grupa VIII – samochody wyścigowe formuły wolnej oraz formuła narodowych (Formuła Easter i Formuła Polonia).

Samochody były dodatkowo podzielone na następujące klasy:
- Klasa 1 – wyłącznie samochody Polski Fiat 126p;
- Klasa 2 – gr. II, poj. do 700 cm³;
- Klasa 3 – wyłącznie samochody Polski Fiat 125p i Polonez 1500;
- Klasa 4 – gr. II, III i IV, poj. do 1000 cm³;
- Klasa 5 – gr. II, III i IV, poj. do 1600 cm³;
- Klasa 6 – gr. II, III i IV, poj. do 2000 cm³;
- Klasa 7 – Formuła Polonia (napędzane silnikami Polskiego Fiata 125p 1,3);
- Klasa 8 – Formuła Easter.

## Zwycięzcy
| Data           | Tor    | Klasa   | Zwycięzca (kierowcy)  | Samochód         | Zwycięzca (zespoły)               |
| -------------- | ------ | ------- | --------------------- | ---------------- | --------------------------------- |
| 26–27 kwietnia | Toruń  | klasa 1 | Jerzy Mazur           | Polski Fiat 126p | Automobilklub Dolnośląski         |
| 26–27 kwietnia | Toruń  | klasa 2 | Janusz Szerla         | Polski Fiat 126p | OBR FSM - Automobilklub Beskidzki |
| 26–27 kwietnia | Toruń  | klasa 3 | Tadeusz Kudłaty       |                  | Automobilklub Dolnośląski         |
| 26–27 kwietnia | Toruń  | klasa 6 | Maciej Bogusławski    | BG 1600          | Autoklub Rzemieślnik Warszawa     |
| 26–27 kwietnia | Toruń  | klasa 7 | Ryszard Kopczyk       |                  | Automobilklub Wielkopolski        |
| 26–27 kwietnia | Toruń  | klasa 8 | Otto Bartkowiak       |                  | Automobilklub Śląski              |
| 3–4 maja       | Poznań | klasa 1 | Jerzy Mazur           | Polski Fiat 126p | Automobilklub Dolnośląski         |
| 3–4 maja       | Poznań | klasa 2 | Włodzimierz Krukowski |                  | Automobilklub Kielecki            |
| 3–4 maja       | Poznań | klasa 3 | Antoni Banaszak       |                  | Automobilklub Wielkopolski        |
| 3–4 maja       | Poznań | klasa 4 | wyścig odwołany       | wyścig odwołany  | wyścig odwołany                   |
| 3–4 maja       | Poznań | klasa 5 | Maciej Bogusławski    |                  | Autoklub Rzemieślnik Warszawa     |
| 3–4 maja       | Poznań | klasa 6 | Krzysztof Komornicki  |                  | Automobilklub Warszawski          |
| 3–4 maja       | Poznań | klasa 7 | Ryszard Kopczyk       |                  | Automobilklub Wielkopolski        |
| 3–4 maja       | Poznań | klasa 8 | Marcin Biernacki      | MTX              | Automobilklub Warszawski          |
| 17 maja        | Kielce | klasa 1 | Andrzej Lubiak        | Polski Fiat 126p | OBR FSM - Automobilklub Beskidzki |
| 17 maja        | Kielce | klasa 2 | Włodzimierz Krukowski | Polski Fiat 126p | Automobilklub Kielecki            |
| 17 maja        | Kielce | klasa 3 | Piotr Nowicki         | Polski Fiat 125p | Automobilklub Wielkopolski        |
| 17 maja        | Kielce | klasa 6 | Marian Bublewicz      | Opel Kadett GTE  | Autoklub Rzemieślnik Warszawa     |
| 17 maja        | Kielce | klasa 7 | Ryszard Kopczyk       |                  | Automobilklub Wielkopolski        |
| 17 maja        | Kielce | klasa 8 | Otto Bartkowiak       |                  | Automobilklub Śląski              |
| 21 czerwca     | Poznań | klasa 1 | Marian Pych           | Polski Fiat 126p | Automobilklub Warszawski          |
| 21 czerwca     | Poznań | klasa 2 | Janusz Szerla         | Polski Fiat 126p | OBR FSM - Automobilklub Beskidzki |
| 21 czerwca     | Poznań | klasa 3 | Krzysztof Różewski    | Polski Fiat 125p | Automobilklub Wielkopolski        |
| 21 czerwca     | Poznań | klasa 5 | Andrzej Koper         |                  | Automobilklub Warszawski          |
| 21 czerwca     | Poznań | klasa 6 | Krzysztof Komornicki  |                  | Automobilklub Warszawski          |
| 21 czerwca     | Poznań | klasa 7 | Ryszard Kopczyk       |                  | Automobilklub Wielkopolski        |
| 21 czerwca     | Poznań | klasa 8 | Aleksander Oczkowski  |                  | Automobilklub Śląski              |
| 6–7 września   | Toruń  | klasa 1 | Włodzimierz Krukowski | Polski Fiat 126p | Automobilklub Kielecki            |
| 6–7 września   | Toruń  | klasa 2 | Andrzej Lubiak        | Polski Fiat 126p | OBR FSM - Automobilklub Beskidzki |
| 6–7 września   | Toruń  | klasa 3 | Piotr Nowicki         | Polski Fiat 125p | Automobilklub Wielkopolski        |
| 6–7 września   | Toruń  | klasa 7 | Andrzej Musiał        |                  | Automobilklub Wielkopolski        |
| 6–7 września   | Toruń  | klasa 8 | Otto Bartkowiak       |                  | Automobilklub Śląski              |
| 28 września    | Kielce | klasa 1 | Włodzimierz Krukowski | Polski Fiat 126p | Automobilklub Kielecki            |
| 28 września    | Kielce | klasa 2 | Janusz Szerla         | Polski Fiat 126p | OBR FSM - Automobilklub Beskidzki |
| 28 września    | Kielce | klasa 3 | Leszek Nadolny        |                  | Automobilklub Wielkopolski        |
| 28 września    | Kielce | klasa 6 | Krzysztof Komornicki  |                  | Automobilklub Warszawski          |
| 28 września    | Kielce | klasa 7 | Ryszard Kopczyk       |                  | Automobilklub Wielkopolski        |
| 28 września    | Kielce | klasa 8 | Marcin Biernacki      |                  | Automobilklub Warszawski          |

## Mistrzowie
| Klasa   | Kierowca              | Samochód         | Zespół                            |
| ------- | --------------------- | ---------------- | --------------------------------- |
| klasa 1 | Włodzimierz Krukowski | Polski Fiat 126p | Automobilklub Kielecki            |
| klasa 2 | Janusz Szerla         | Polski Fiat 126p | OBR FSM - Automobilklub Beskidzki |
| klasa 3 | Piotr Nowicki         | Polski Fiat 125p | Automobilklub Wielkopolski        |
| klasa 6 | Maciej Bogusławski    | BG 1600          | Autoklub Rzemieślnik Warszawa     |
| klasa 7 | Ryszard Kopczyk       | Promot 74        | Automobilklub Wielkopolski        |
| klasa 8 | Otto Bartkowiak       |                  | Automobilklub Śląski              |